# زعفران إسفنجي
الزعفران الإسفنجي (باللاتينية: Crocus cancellatus) نوع نباتي ينتمي إلى جنس الزعفران من الفصيلة السوسنية.

## الموئل والانتشار
ينتشر في بلاد الشام وتركيا والبلقان.